# Coupe du Portugal de football 1953-1954
Navigation
1952-1953 1954-1955

La Coupe du Portugal de football 1953-1954 est la 14e édition de la Coupe du Portugal de football, considéré comme le deuxième trophée national le plus important derrière le championnat. 
La finale est jouée le 27 juin 1954, au stade national du Jamor, entre le Sporting Clube de Portugal et le Vitória Setúbal. Le Sporting CP remporte son cinquième trophée en battant le Vitória Setúbal 3 à 2.

## Finale
| 27 juin 1954 | Sporting Clube de Portugal | 3 - 2   | Vitória Setúbal | Stade national du Jamor  |                          |
|              |                            | (2 - 2) |                 | Arbitrage : Braga Borros | Arbitrage : Braga Borros |
|              | Feuille de match           |         |                 | Arbitrage : Braga Borros | Arbitrage : Braga Borros |